# 1988 في اليابان
فيما يلي قوائم الأحداث التي وقعت خلال عام 1988 في اليابان.

## سياسة

### تعيين في المنصب
- 27 ديسمبر – تسوتومو هاتا وزير الزراعة والغابات والمسامك [الإنجليزية]‏.

### انتهاء فترة المنصب
- 9 ديسمبر – كييتشي ميازاوا نائب رئيس وزراء اليابان [الإنجليزية]‏.

## رياضة
- 30 أكتوبر – جائزة اليابان الكبرى 1988 الفائز آيرتون سينا.

## أفلام
من الأفلام التي صدرت هذه السنة في اليابان:
- 1 مارس – كو: زائر من المحيط من إخراج Tetsuo Imazawa  [لغات أخرى]‏.

## برامج ومسلسلات وأنمي
- الحصن
- حماة الكواكب

## موسيقى

### أغاني
من الأغاني التي صدرت هذه السنة في اليابان:
- 16 نوفمبر – ترن إت إنتو لوف من غناء Hideki Saijo [الإنجليزية]‏.

## كتب
من الكتب التي صدرت هذه السنة في اليابان:
- 1 مارس – كو: زائر من المحيط من تأليف تاميو كاجياما.

## مواليد

### يناير
- 2 يناير – ساتومي أكيساكا ممثلة ومؤدية أصوات يابانية
- 3 يناير – جون أوياما لاعب كرة قدم ياباني.
- 3 يناير – كازوتومي ياماموتو ممثل ياباني
- 6 يناير – ماسارو سايتو لاعب كرة قاعدة ياباني.
- 6 يناير – هيرونوري إيشيكاوا لاعب كرة قدم ياباني.
- 8 يناير – ريويتشي دوغاكو لاعب كرة قدم ياباني.
- 12 يناير – ماساتاكا تامورا لاعب كرة قدم ياباني.
- 13 يناير – كازوشي ميتسوهيرا لاعب كرة قدم ياباني.
- 14 يناير – تاتسويا أراي لاعب كرة قدم ياباني.
- 14 يناير – هيروكي ناراباياشي لاعب كرة قدم ياباني.
- 19 يناير – كينتا كوماتسو لاعب كرة قدم ياباني.
- 21 يناير – كيايا ناكانو لاعب كرة قدم ياباني.
- 28 يناير – شوجو ساكاي لاعب كرة قدم ياباني.
- 29 يناير – ريوجيرو يويدا لاعب كرة قدم ياباني.

### فبراير
- 5 فبراير – تسويوشي ساتو لاعب كرة قدم ياباني.
- 6 فبراير – ريويكي كأوزاوا لاعب كرة قدم ياباني.
- 7 فبراير – آي كاغو ممثلة ومغنية يابانية
- 7 فبراير – ريوتا ساساكي لاعب كرة قدم ياباني.
- 8 فبراير – كوكي إيتو ملاكم ياباني.
- 8 فبراير – نازومي ساساكي ممثلة ومؤدية أصوات يابانية
- 10 فبراير – هيبيكو يامامورا ممثلة ومؤدية أصوات يابانية
- 13 فبراير – يوكي ساتو لاعب كرة قدم ياباني.
- 14 فبراير – كايرا أوهارا
- 15 فبراير – أكيرا أكاو لاعب كرة قدم ياباني.
- 15 فبراير – تاكاشي كينيتشي لاعب كرة قدم ياباني.
- 17 فبراير – مانابو مينامي لاعب كرة قدم ياباني.
- 19 فبراير – ميو إيرينو ممثل ومؤدي أصوات ياباني
- 22 فبراير – كوهي كيياما لاعب كرة قدم ياباني.
- 25 فبراير – ريه ماتسوموتو لاعب كرة قدم ياباني.
- 29 فبراير – تاتسويا سوزوكي لاعب كرة قدم ياباني.

### مارس
- 9 مارس – هيكارو أوزاوا لاعب كرة قدم ياباني.
- 15 مارس – شوجو يكي لاعب كرة قدم ياباني.
- 15 مارس – شون تاناكا لاعب كرة قدم ياباني.
- 16 مارس - أزوسا كاتاوكا ممثلة ومؤدية أصوات يابانية
- 17 مارس – هيروكي إبيساوا لاعب كرة قدم ياباني.
- 23 مارس – تومويا وغاجي لاعب كرة قدم ياباني.
- 25 مارس – تومويا كوماجاي لاعب كرة قدم ياباني.
- 26 مارس – تاتسويا موراي لاعب كرة قدم ياباني.
- 27 مارس – أتسوتو أوتشيدا لاعب كرة قدم ياباني.

### أبريل
- 2 أبريل – شو أوكوبو لاعب كرة قدم ياباني.
- 4 أبريل – شونسوكي يويدا لاعب كرة قدم ياباني.
- 7 أبريل – تاكايوكي تادا لاعب كرة قدم ياباني.
- 7 أبريل – ياسوشي إندو لاعب كرة قدم ياباني.
- 7 أبريل – يوسوكي سايتو لاعب كرة قدم ياباني.
- 7 أبريل – يوكي إيكاري لاعب كرة قدم ياباني.
- 9 أبريل – ياسوأكي أوكاموتو لاعب كرة قدم ياباني.
- 10 أبريل – شوجي فوجيموتو لاعب كرة قدم ياباني.
- 10 أبريل – غينكي أوتا لاعب كرة قدم ياباني.
- 11 أبريل – تاكاشي سويجيما لاعب كرة قدم ياباني.
- 12 أبريل – يويا يامادا لاعب كرة قدم ياباني.
- 14 أبريل – تاكانوري ماينو لاعب كرة قدم ياباني.
- 14 أبريل – تاكاهيرو أوشيما لاعب كرة قدم ياباني.
- 15 أبريل – مانامي نوماكورا مؤدّية صوت يابانية.
- 15 أبريل – يوجي ميتو لاعب كرة قدم ياباني.
- 16 أبريل – يوسيإي أوغاساوارا لاعب كرة قدم ياباني.
- 18 أبريل – كين إيواو لاعب كرة قدم ياباني.
- 18 أبريل – هيروكي أوكا لاعب كرة قدم ياباني.
- 19 أبريل – ناويا وغانه لاعب كرة قدم ياباني.
- 19 أبريل – هارونا كوجيما
- 23 أبريل – ساكي ياناسي
- 24 أبريل – كازنوري يوشيموتو لاعب كرة قدم ياباني.
- 28 أبريل – ريوسوكي ناكاجيما لاعب كرة قدم ياباني.
- 29 أبريل – تاإيشي كوياما لاعب كرة قدم ياباني.
- 29 أبريل – شينساكو ماتشيدامي لاعب كرة قدم ياباني.
- 30 أبريل – كاتسوهيكو سانو لاعب كرة قدم ياباني.

### مايو
- 1 مايو – كينتا هوشيهارا لاعب كرة قدم ياباني.
- 2 مايو – بايل مغنية يابانية.
- 6 مايو – يوهي أوتسوكي لاعب كرة قدم ياباني.
- 7 مايو – تاكايوكي موريموتو لاعب كرة قدم ياباني.
- 8 مايو – تسوكاسا أوزاوا لاعب كرة قدم ياباني.
- 9 مايو – ماسايا سوزوكي لاعب كرة قدم ياباني.
- 11 مايو – شوهي شينساتو لاعب كرة قدم ياباني.
- 11 مايو - توا يوكيناري ممثلة ومؤدية أصوات يابانية
- 11 مايو – يويا توركاي لاعب كرة قدم ياباني.
- 12 مايو – تاكاهيرو أراتاشيما لاعب كرة قدم ياباني.
- 17 مايو – كوكي يونيكورا لاعب كرة قدم ياباني.
- 18 مايو – تاتسومي إيتو لاعب كرة مضرب ياباني.
- 18 مايو – تاتسويا إيكيدا لاعب كرة قدم ياباني.
- 18 مايو – تاكاماسا ساكاي لاعب كرة قدم ياباني.
- 23 مايو – واتارو سوميدا لاعب كرة قدم ياباني.
- 24 مايو – يو ياسوكاوا لاعب كرة قدم ياباني.
- 24 مايو – يوي هاتانو
- 27 مايو – أياكا سوا مؤدّية صوت يابانية.
- 28 مايو – تاكاهيرو كونيوشي لاعب كرة قدم ياباني.
- 29 مايو – جين كانويا لاعب كرة قدم ياباني.

### يونيو
- 2 يونيو – تاكاشي إينوي لاعب كرة قدم ياباني.
- 2 يونيو – شوتا ميناغاوا لاعب كرة قدم ياباني.
- 2 يونيو – شونسوكي إيوانوما لاعب كرة قدم ياباني.
- 4 يونيو – ريوتا ناجاكي لاعب كرة قدم ياباني.
- 6 يونيو – شو ميازاكي لاعب كرة قدم ياباني.
- 6 يونيو – كوجي أونيشي لاعب كرة قدم ياباني.
- 7 يونيو - جوري كيمورا ممثلة ومؤدية أصوات يابانية
- 10 يونيو – كوتارو كاواسات لاعب كرة قدم ياباني.
- 11 يونيو – ريو هاماساكي ممثلة يابانية.
- 11 يونيو – كيسوكي هارادا لاعب كرة قدم ياباني.
- 11 يونيو – كييتشي ميساوا لاعب كرة قدم ياباني.
- 12 يونيو – جونكإ كاناياما لاعب كرة قدم ياباني.
- 13 يونيو – ساتورو هاياشي لاعب كرة قدم ياباني.
- 14 يونيو – روي ساكو لاعب كرة قدم ياباني.
- 15 يونيو – ريويتشي هيروشيغه لاعب كرة قدم ياباني.
- 17 يونيو – شوتا إيواتا لاعب كرة قدم ياباني.
- 17 يونيو – كيسوكي ماتسوموتو لاعب كرة قدم ياباني.
- 19 يونيو – يوتو شيراي لاعب كرة قدم ياباني.
- 20 يونيو – ماي جي
- 22 يونيو – ريوتا كوباياشي لاعب كرة قدم ياباني.
- 22 يونيو – كينجي كويانو لاعب كرة قدم ياباني.
- 22 يونيو – ميلياه كاتو مغنية يابانية.
- 24 يونيو – تسوكاسا موريموتو لاعب كرة قدم ياباني.
- 26 يونيو – ماساكازو تاشيرو لاعب كرة قدم ياباني.
- 28 يونيو – يوي كوندو مؤدّية صوت يابانية.
- 29 يونيو – ريوتا أوتاكي لاعب كرة قدم ياباني.

### يوليو
- 2 يوليو – كييتا سوغابي لاعب كرة قدم ياباني.
- 8 يوليو – كارو تاكاياما لاعب كرة قدم ياباني.
- 9 يوليو – يوهي ناإيتو لاعب كرة قدم ياباني.
- 11 يوليو – إيهإجيرو تاكيدا لاعب كرة قدم ياباني.
- 11 يوليو – يوكا إيغوتشي
- 12 يوليو – ريسا تاندا مؤدّية صوت يابانية.
- 12 يوليو – فوميي ياماموتو لاعب كرة قدم ياباني.
- 16 يوليو – أوريبي نيكاوا لاعب كرة قدم ياباني.
- 24 يوليو – شو إتو لاعب كرة قدم ياباني.
- 25 يوليو – كيسوكي هاياشي لاعب كرة قدم ياباني.
- 30 يوليو – تاكاأكي فوجيساوا لاعب كرة قدم ياباني.
- 31 يوليو – كينجي أراهوري لاعب كرة قدم ياباني.

### أغسطس
- 2 أغسطس – كاتسومي يوسا لاعب كرة قدم ياباني.
- 2 أغسطس – ماساتوشي ميهارا لاعب كرة قدم ياباني.
- 6 أغسطس – يويتشيرو يتاموتو لاعب كرة قدم ياباني.
- 7 أغسطس – جون شيمانوكي لاعب كرة قدم ياباني.
- 8 أغسطس – كوسوكي كادوشيما لاعب كرة قدم ياباني.
- 8 أغسطس – يويداي تاناكا لاعب كرة قدم ياباني.
- 9 أغسطس – نوزومي ياماموتو مؤدّية صوت يابانية.
- 10 أغسطس – ماساأكي إيديغوشي لاعب كرة قدم ياباني.
- 11 أغسطس – تاكويا ياماموتو لاعب كرة قدم ياباني.
- 14 أغسطس – كوتا موريمورا لاعب كرة قدم ياباني.
- 16 أغسطس – جونيا كونو لاعب كرة قدم ياباني.
- 17 أغسطس – ناو إيواداتا لاعب كرة قدم ياباني.
- 20 أغسطس – ريو ميازاكي ملاكم ياباني.
- 21 أغسطس – دايكي نيشيوكا لاعب كرة قدم ياباني.
- 23 أغسطس – تيتسويا ناكانيشي لاعب كرة قدم ياباني.
- 23 أغسطس – نوريتاكا فوجيساوا لاعب كرة قدم ياباني.
- 24 أغسطس – مايا يوشيدا لاعب كرة قدم ياباني.
- 25 أغسطس – شو ناكساوا لاعب كرة قدم ياباني.
- 29 أغسطس – ريوسيه موريكاوا لاعب كرة قدم ياباني.

### سبتمبر
- 1 سبتمبر – تاكويا يوشيكاوا لاعب كرة قدم ياباني.
- 1 سبتمبر – هيديتاكا كانازونو لاعب كرة قدم ياباني.
- 5 سبتمبر – أكيهيرو نودا لاعب كرة قدم ياباني.
- 5 سبتمبر – يوكي ماتسوبارا لاعب كرة قدم ياباني.
- 6 سبتمبر – راي فوجيتا ممثل ياباني.
- 6 سبتمبر – ريوجي موتشيزوكي لاعب كرة قدم ياباني.
- 7 سبتمبر – دايكي ساتو لاعب كرة قدم ياباني.
- 7 سبتمبر – ريوسكي ساكاي لاعب كرة قدم ياباني.
- 9 سبتمبر – أي كاكوما ممثلة ومؤدّية صوت يابانية.
- 9 سبتمبر – ريوتا أوكادا لاعب كرة قدم ياباني.
- 14 سبتمبر – شيزوكا إيشيغامي ممثلة ومؤدية أصوات يابانية
- 15 سبتمبر – يوكي كوروياما لاعب كرة قدم ياباني.
- 18 سبتمبر – يويتشي سوجيتا لاعب كرة مضرب ياباني.
- 20 سبتمبر – تاتسورو أوكادا لاعب كرة قدم ياباني.
- 21 سبتمبر – أكيرا تاكاسا لاعب كرة قدم ياباني.
- 21 سبتمبر – كينتارو موريا لاعب كرة قدم ياباني.
- 24 سبتمبر – شينغو كوكيتا لاعب كرة قدم ياباني.
- 25 سبتمبر – ماريا إيسي ممثلة ومؤدية أصوات يابانية
- 26 سبتمبر – يويتشي كوبو لاعب كرة قدم ياباني.
- 28 سبتمبر – ريونوسكي نودا لاعب كرة قدم ياباني.

### أكتوبر
- 3 أكتوبر – تاكو إيشيهارا لاعب كرة قدم ياباني.
- 4 أكتوبر – إيتا تيرادا لاعب كرة قدم ياباني.
- 6 أكتوبر – تاكومي شيمويرا لاعب كرة قدم ياباني.
- 6 أكتوبر – ماكي هوريكيتا ممثلة يابانية.
- 7 أكتوبر – كازويا موراتا لاعب كرة قدم ياباني.
- 8 أكتوبر – شينيا تاماكي لاعب كرة قدم ياباني.
- 13 أكتوبر – اكيتو تاتشيبانا لاعب كرة قدم ياباني.
- 13 أكتوبر – جوني شيمورا لاعب كرة قدم ياباني.
- 16 أكتوبر – هيروتو ياماموتو لاعب كرة قدم ياباني.
- 17 أكتوبر – شوتا كيمورا لاعب كرة قدم ياباني.
- 18 أكتوبر – يوكي كوباياشي لاعب كرة قدم ياباني.
- 19 أكتوبر – جونيا إينوكي مؤدّي صوت ياباني.
- 19 أكتوبر – ريو كانازاوا لاعب كرة قدم ياباني.
- 20 أكتوبر – ريسا نيغاكي
- 27 أكتوبر – جوري ناغاتسوما
- 28 أكتوبر – شوتا كاوانيشي لاعب كرة قدم ياباني.
- 29 أكتوبر – الآرياير هاسيغاوا لاعب كرة قدم ياباني.

### نوفمبر
- 1 نوفمبر – شوتا أراي لاعب كرة قدم ياباني.
- 5 نوفمبر – هيتوشي أوسوي لاعب كرة قدم ياباني.
- 7 نوفمبر – يوكي موتو لاعب كرة قدم ياباني.
- 8 نوفمبر – يوشيكي يوشينو لاعب كرة قدم ياباني.
- 9 نوفمبر – ماساهيرو إيتو لاعب كرة قدم ياباني.
- 11 نوفمبر – ميكاكو كوماتسو
- 12 نوفمبر – هاروكا
- 14 نوفمبر – ماساتو فوكوي لاعب كرة قدم ياباني.
- 18 نوفمبر – يوكي ناتسومي لاعب كرة قدم ياباني.
- 21 نوفمبر – تاكاشي كاساهارا لاعب كرة قدم ياباني.
- 21 نوفمبر – كازوكي سايتو لاعب كرة قدم ياباني.
- 24 نوفمبر – إريكا سما لاعبة كرة مضرب يابانية.
- 25 نوفمبر – كيسوكي شيميزو لاعب كرة قدم ياباني.
- 26 نوفمبر – شو كوراتا لاعب كرة قدم ياباني.
- 27 نوفمبر – دايتشي أوكومييا لاعب كرة قدم ياباني.
- 28 نوفمبر – هيروكي فوجيهارو لاعب كرة قدم ياباني.
- 30 نوفمبر – تاكويا ساقوتشي لاعب كرة قدم ياباني.
- 30 نوفمبر – سيجي سونودا لاعب كرة قدم ياباني.

### ديسمبر
- 5 ديسمبر – تسوكاسا شيوتاني لاعب كرة قدم ياباني.
- 6 ديسمبر – نوبوناغا شيمازاكي
- 11 ديسمبر – تورو هاسيغاوا لاعب كرة قدم ياباني.
- 12 ديسمبر – يوكي ياماغوتشي لاعب كرة قدم ياباني.
- 13 ديسمبر – جوني أوباتا لاعب كرة قدم ياباني.
- 14 ديسمبر - أيومو موراسي، ممثل ومؤدي أصوات ياباني
- 17 ديسمبر – رين تاكاناشي ممثلة يابانية.
- 20 ديسمبر – نوزومي آسو
- 21 ديسمبر – تاكويا ماتسورا لاعب كرة قدم ياباني.
- 22 ديسمبر – تاكايا كاواإنابا لاعب كرة قدم ياباني.
- 22 ديسمبر – تاكويا كوماين لاعب كرة قدم ياباني.
- 22 ديسمبر – كينزو تانيجوتشي لاعب كرة قدم ياباني.
- 23 ديسمبر – إيري كامي
- 24 ديسمبر – كوهي دوي لاعب كرة قدم ياباني.
- 27 ديسمبر – هيروكي يامادا لاعب كرة قدم ياباني.

## وفيات

### يناير
- 1 يناير – هيرواكي ساتو (مواليد 1932) لاعبو كرة قدم يابانيون.

### مايو
- 23 مايو – أيا كيتو (مواليد 1962) كاتبة يابانية.

### نوفمبر
- 14 نوفمبر – تاكيو ميكي (مواليد 1907) سياسي ياباني.